# Ют-Парк (Нью-Мексико)
Ют-Парк (англ. Ute Park) — переписна місцевість (CDP) в США, в окрузі Колфакс штату Нью-Мексико. Населення — 63 особи (2020).

## Географія
Ют-Парк розташований за координатами 36°32′48″ пн. ш. 105°6′14″ зх. д. / 36.54667° пн. ш. 105.10389° зх. д. (36.546688, -105.103801).  За даними Бюро перепису населення США в 2010 році переписна місцевість мала площу 8,79 км², уся площа — суходіл.

## Демографія
Згідно з переписом 2010 року, у переписній місцевості мешкала 71 особа в 34 домогосподарствах у складі 23 родин. Густота населення становила 8 осіб/км².  Було 196 помешкань (22/км²).
Расовий склад населення:
| - 84,5 % — білих - 1,4 % — корінних американців - 9,9 % — осіб інших рас |

До двох чи більше рас належало 4,2 %. Частка іспаномовних становила 26,8 % від усіх жителів.
За віковим діапазоном населення розподілялося таким чином: 15,5 % — особи молодші 18 років, 49,3 % — особи у віці 18—64 років, 35,2 % — особи у віці 65 років та старші. Медіана віку мешканця становила 58,4 року. На 100 осіб жіночої статі у переписній місцевості припадало 77,5 чоловіків;  на 100 жінок у віці від 18 років та старших — 87,5 чоловіків також старших 18 років.
Цивільне працевлаштоване населення становило 0 осіб. 